# Mariana Vaz
Mariana Vaz Fragoso, mais conhecida pelo seu nome artístico Mariana Vaz, (Rio de Janeiro, 1 de fevereiro de 1979) é uma atriz brasileira.

## Biografia
Se formou pelo Centro Universitário da Cidade do Rio de Janeiro em artes cênicas, obteve destaque como a personagem Madalena na peça Veneza, de Miguel Falabella.
Estreou na televisão atuando em uma temporada da série teen Malhação na Rede Globo. Em 2005 fez uma participação especial na novela das sete A Lua Me Disse, escrita por Miguel Falabella.
Em 2006 atua na novela das seis O Profeta de Ivani Ribeiro, novela em que seu marido, Thiago Fragoso, protagonizou.

### Vida Pessoal
É casada com o ator Thiago Fragoso com quem tem dois filhos. Benjamin Vaz Fragoso, nascido em 1º de fevereiro de 2011. e Martin Vaz Fragoso, nasciido em 2 de maio de 2020, durante a pandemia de COVID-19.

## Filmografia

### Televisão
| Ano  | Título                   | Personagem         | Nota                      |
| ---- | ------------------------ | ------------------ | ------------------------- |
| 1998 | Malhação                 | Inês               |                           |
| 2005 | A Lua Me Disse           | Wilma Salette      |                           |
| 2006 | Sítio do Picapau Amarelo | Branca de Neve     |                           |
| 2006 | O Profeta                | Fátima             |                           |
| 2008 | Faça Sua História        | Isabela            | Episódio: "Olho de Sogra" |
| 2008 | Mateus, o Balconista     | Vários personagens |                           |
| 2011 | Amor & Sexo              | Ela mesma          |                           |
| 2015 | Os Suburbanos            | Thamyres           | Episódio: "Tofu"          |
| 2016 | Rock Story               | Bianca Barroso     |                           |
| 2023 | Travessia                | Luana              | Episódios: "1–5 de maio"  |
| 2023 | Compro Likes             | Catarina           |                           |

### Cinema
| Ano  | Título | Personagem        |
| ---- | ------ | ----------------- |
| 2004 | Noel   | Dançarina de balé |

## Teatro
- "Veneza" como Madalena. Adaptação e direção: Miguel Falabella.
- "O Menino Maluquinho" como namorada do Maluquinho. De Ziraldo. Direção: Felipe Camargo.
- "Os Melhores Anos de Nossas Vidas" como Adriana. Texto e Direção: Domingos de Oliveira.
- "Contos de Belazarte" como Dolores. Adaptação da obra de Mário de Andrade. Direção: Alexandre Mello